# Saudia
Saudia (Arabisch: السعودية, alsueudia) is de nationale luchtvaartmaatschappij van Saoedi-Arabië, met Jeddah als basis. De maatschappij vliegt op meer dan 70 bestemmingen in het Midden-Oosten, Afrika, Azië, Europa en Noord-Amerika. Saudia is ook actief in regionale en internationale chartervluchten. Sinds 29 mei 2012 is Saudia volledig lid van luchtvaartalliantie SkyTeam en is de naam Saudi Arabian Airlines veranderd in Saudia.

## Codes

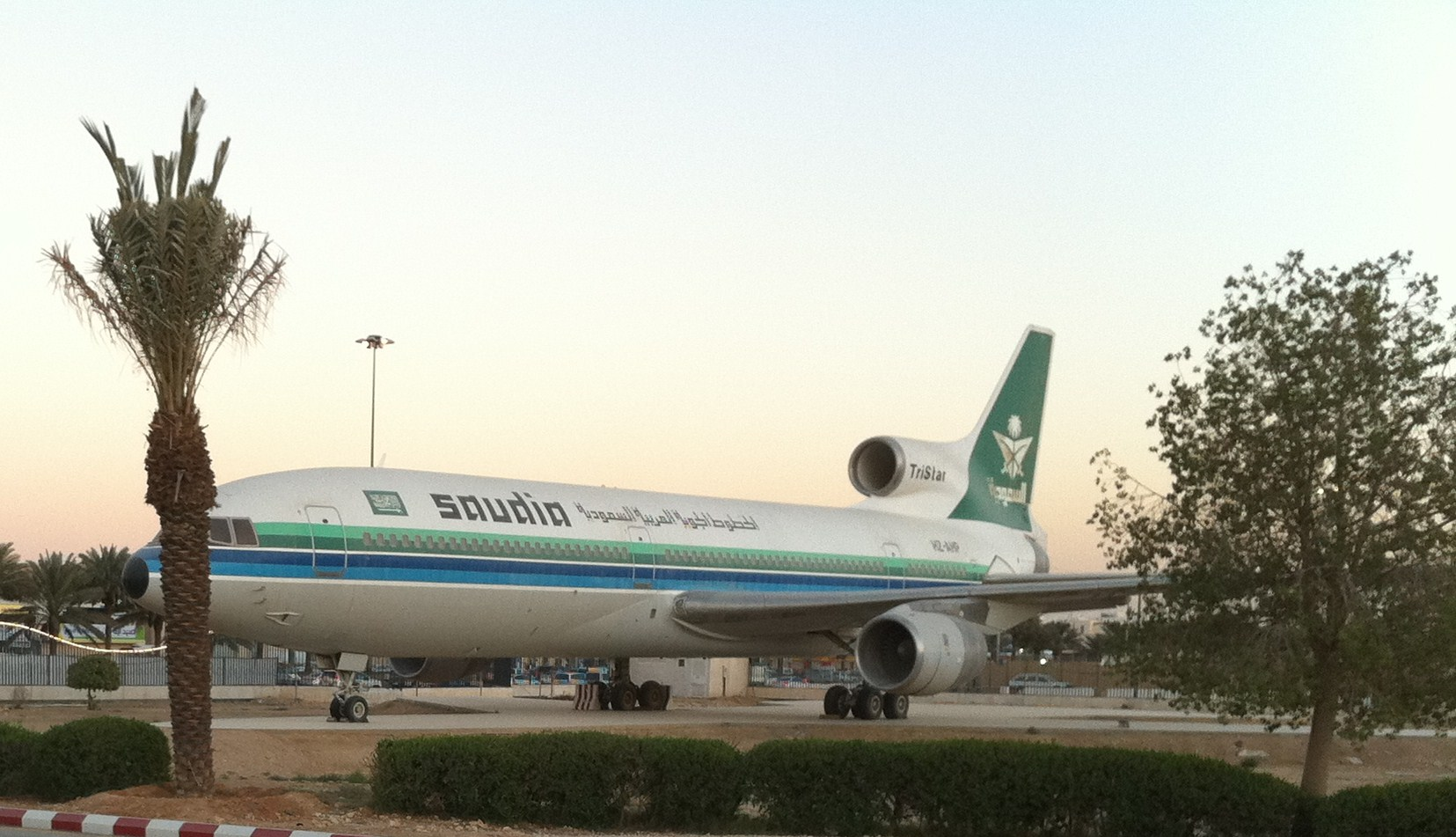
Saudia, TriStar, aviation museum, Riyadh

- IATA-code: SV
- ICAO-code: SVA
- Callsign: Saudia

## Geschiedenis
Saudia is opgericht in 1945 door het Ministerie van Defensie. In 1946 werd de maatschappij gereorganiseerd met hulp van Trans World Airways. In 1996 werd de naam gewijzigd in Saudi Arabia Airlines. Israëlische staatsburgers mogen niet aan boord van toestellen van Saudia.

## Bestemmingen
Saudia voerde in juli 2007 lijnvluchten uit naar de volgende bestemmingen.

### Afrika
Addis Abeba –
Agadir –
Alexandrië –
Algiers –
Asmara –
Caïro –
Casablanca –
Dakar –
Johannesburg –
Kano –
Khartoem –
Nairobi –
Sharm el Sheik –
Tunis

### Azië

#### Midden-Oosten
Abha –
Abu Dhabi –
Al Baha –
Alahsa –
Al Baha –
Aleppo –
Amman –
Arar –
Bahrein –
Beiroet –
Bisha –
Damascus –
Dammam –
Dawadmi –
Doha –
Dubai –
Gassim –
Gurayat –
Hafr Albatin –
Ha'il –
Jeddah –
Jizan –
Jouf –
King Khalid Military City –
Koeweit –
Medina –
Muscat –
Najran –
Qaisumah –
Rafha –
Riyad –
Sanaa –
Sharjah –
Sharurah –
Tabuk –
Taif –
Teheran –
Turaif –
Wadi Ad Dawasir –
Wedjh –
Yanbu

#### Zuid-Azië
Chennai –
Colombo –
Dhaka –
Haiderabad (Andhra Pradesh) –
Islamabad –
Karachi –
Kochi –
Lahore –
Mumbai –
New Delhi –
Pesjawar

#### Zuidoost-Azië

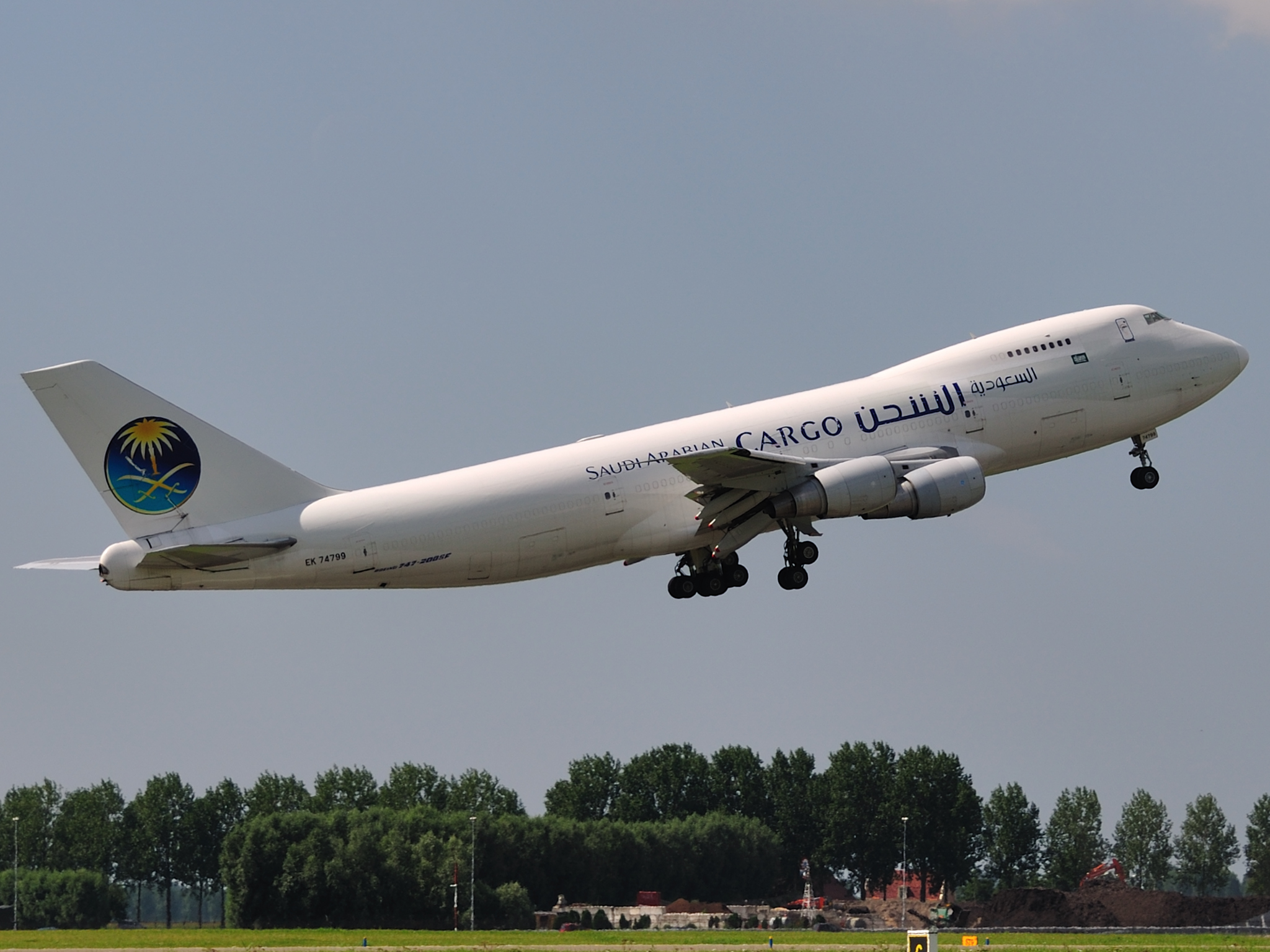
Saudi Cargo EK-74799 op Schiphol

Bangkok –
Hongkong –
Jakarta –
Kuala Lumpur –
Manilla –
Singapore

### Europa
Amsterdam - Athene –
Frankfurt –
Genève –
Istanboel –
Karpathos –
Londen –
Parijs –
Rome –
Wenen  (vanaf 16-06-2018) 

### Noord-Amerika
New York –
Washington D.C.

### Vracht
Addis Abeba -
Amsterdam -
Brussel -
Dhaka -
Hongkong -
Houston -
Khartoem -
Oostende -
New York -
Shanghai

## Vloot
In Mei 2017 bestond de vloot van Saudia uit de volgende toestellen:
| Saudia Arabian Airlines vloot | Saudia Arabian Airlines vloot |
| Toestel                       | Totaal                        |
| ----------------------------- | ----------------------------- |
| Airbus A319-100               | 3                             |
| Airbus A320-200               | 42                            |
| Airbus A321-200               | 15                            |
| Airbus A330-200               | 6                             |
| Airbus A330-300               | 27                            |
| Boeing 747-400                | 7                             |
| Boeing 777-200                | 22                            |
| Boeing 777-300                | 33                            |
| Boeing 787-9                  | 7                             |
| Totaal:                       | 162                           |

| Saudia Arabian Airlines Cargo Vloot | Saudia Arabian Airlines Cargo Vloot |
| Toestel                             | Totaal                              |
| ----------------------------------- | ----------------------------------- |
| Boeing 747-400F                     | 9                                   |
| Boeing 747-8F                       | 2                                   |
| Boeing 777F                         | 4                                   |
| Totaal:                             | 15                                  |